# Atkins (Arkansas)
Atkins város az USA Arkansas államában. Lakosainak száma 2859 fő (2020. április 1.).

## Népesség
A település népességének változása:
| Lakosok száma | 2878 | 3016 | 2859 |
|               | 2000 | 2010 | 2020 |